# Glochidion emarginatum
Glochidion emarginatum là một loài thực vật có hoa trong họ Diệp hạ châu. Loài này được J.W.Moore mô tả khoa học đầu tiên năm 1933.